# Halecium crinis
Halecium crinis is een hydroïdpoliep uit de familie Haleciidae. De poliep komt uit het geslacht Halecium. Halecium crinis werd in 1913 voor het eerst wetenschappelijk beschreven door Stechow. 